# Самогубства в Японії
Самогубства в Японії колись представляли відому національну дилему, значна поширеність цього явища і його історичне коріння дозволяють казати про наявність в Японії культури самогубства. В Японії відзначався один з найвищих рівнів суїциду у світі, в 2006 році країна вийшла на дев'яте місце за цим показником. А в 2020 році Японія посіла вже 36 місце. Для порівняння, Україна зайняла 15 місце у тому ж рейтингу. Особливо швидко число самогубств зросло у 1990-і роки, наприклад, в 1998 році приріст по відношенню до попереднього року склав 34,7 %. Це спонукало уряд на збільшення виділення коштів на профілактику самогубств. 71% завершених суїцидів відбуваються чоловіками і є основною причиною загибелі чоловічого населення у віковій групі від 20 до 44 років.

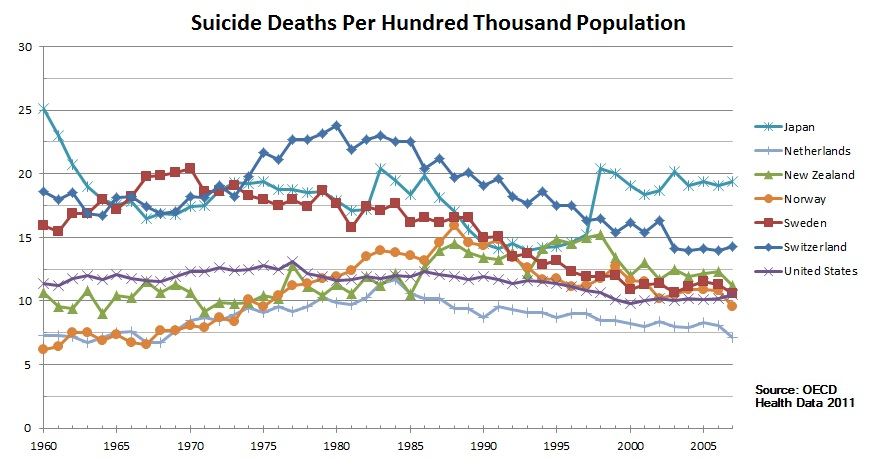
Графік, що відображає число самогубств на 100 000 населення для Японії, Нідерландів, Нової Зеландії, Норвегії, Швеції, Швейцарії та США, за період з 1960 по 2007 роки.

## Історичні передумови
Японська культура має довгу історію шанованих самогубств — сеппуку, що здійснюються самураями щоб спокутувати свою провину і уникнути безчестя. Багато самогубств у сучасній Японії відбуваються також як спокута за допущену помилку, що накликає ганьбу, або заподіяну шкоду сім'ї, компанії, своїй спортивній команді, школі тощо.
Широко відомо було й відчайдушна самогубне поведінка японських воїнів під час бойових дій. У період Другої світової війни, наприклад, японські пілоти-камікадзе, з метою нанесення максимальної шкоди ворогу, вели свої літаки і планери на самогубний таран американських авіаносців. Відрізнялися і прості солдати, які зводили запеклі банзай-атаки, щоб уникнути ганьби поразки.
В історії Японії також існувала традиція самогубства літніх людей, якщо вони відчували, що ставали сім'ї тягарем.
Відома традиція самомуміфікації буддистських ченців школи Сінгон, яку можна трактувати як жертовне самогубство.

## Причини
Причини самогубств в Японії включають в себе перш за все втрату роботи (в старшій віковій групі — відчуття порожнечі при виході на пенсію). Станом на 2009 рік втрата роботи була причиною 65,3% випадків самогубств. Депресія тримала перше місце в списку основних психологічних факторів. Інші часті причини включають в себе неможливість знайти роботу, неможливість повернути борг або кредит, соціальний тиск, проблеми зі здоров'ям, проблеми у взаєминах, у молодшій віковій групі — цькування в школі. У 2007 році національне поліцейське агентство Японії деталізувало свої принципи категоризації, і тепер налічує до 50 можливих причин з обов'язковим зазначенням не менше трьох в кожному окремому випадку.

## Демографія
Традиційно велика частина самогубств відбувається чоловіками — більше 71% всіх випадків в 2007 році. У 2009 їх кількість зросла на 641 і склала 23 421 особи, причому з цього числа 40,8% припало на вікову групу від 40 до 69 років. Чоловіки також схильні в два рази частіше кінчати з собою після розлучення, ніж жінки. Незважаючи на це, суїциди все ж є основною причиною смерті і японських жінок у віці від 15 до 34 років. Хоча слід враховувати, що в цій віковій групі смерть від захворювань в Японії вкрай низька.
У групі 20-річних рівень самогубств також виріс і в 2009 році, досягнувши піку за весь час спостереження, 2-й рік поспіль склав 24,1 випадок на 100 000 населення. Національне поліцейське агентство Японії в своєму звіті повідомило ще про один новий антирекорд за кількістю суїцидів, зафіксованому 3-й рік поспіль в групі у 30-річних. Рівень самогубств в когорті 60-річних також високий, однак все-таки нижче, ніж у 30-річних.
Загальна кількість самогубств в 2009 році зросла на 2% і склало 32 849 осіб (26 на 100 000 населення), перевищівши поріг в 30 000 вже 12-й рік поспіль. Це число відповідає приблизно одному суїциду кожні 15 хвилин. Для порівняння, рівень у Великій Британії складає 9 на 100 000, в США 11 на 100 000 населення відповідно. У цьому сенсі Японія сильно виділяється на тлі інших розвинених країн. У 2007 році за кількістю жіночих суїцидів країна була на першому місці серед держав Великої вісімки, а за кількістю чоловічих — на другому, поступившись тільки Росії.

## Місця і способи
Найбільш поширеними способами самогубства серед чоловіків в Японії є (в порядку зменшення кількості випадків): повішення, отруєння газом або удушення, стрибок з висоти, самогубство за допомогою холодної зброї (в тому числі мечем), утоплення, самогубство за допомогою транспортних засобів (так зване «тобікомі»). Найбільш поширеними способами самогубства серед жінок в Японії є: повішення, стрибок з висоти, отруєння газом або удушення, отруєння медикаментами, утоплення, самогубство за допомогою транспортних засобів.
Найбільш популярне місце для здійснення самогубства — ліс Аокігахара. У період до 1988 року там знаходили близько 30 тіл щорічно. У 1999 році було знайдено 74 тіла, це був антирекорд аж до 2002 року, коли було знайдено 78 трупів. Територія лісу патрулюється загонами поліції, якими в тому ж році було затримано 83 потенційних самогубці.
Залізниці також є популярним місцем, особливо лінія Тюо.
До будівництва там огорожі, популярним способом самогубства був стрибок в жерло вулкана Міхара.

## Сіндзю
Сіндзю (яп. 心中, англ. shinjū) дослівно означає японською мовою «єдність сердець». Сіндзю в найбільш відомому сенсі — самогубство пари закоханих, чия любов є соціально неприйнятною або відкидається сім'єю. Закохані вважали, що після сіндзю вони з'єднаються знову на небесах. Такі подвійні самогубства були досить поширені в Японії протягом всієї історії й стали важливою частиною мистецтва. У японському театрі та літературної традиції сіндзю грає дуже важливу роль. Сіндзю було описано, наприклад, у знаменитій п'єсі «Самогубство закоханих на Острові Небесних Мереж», написаної в сімнадцятому столітті трагіком Тікамацу Мондзаемоном для лялькового театру бунраку. У театральних п'єсах перед сіндзю закохані традиційно роблять невелику романтичну поїздку, насолоджуючись останніми днями і згадуючи щасливі моменти. Сіндзю знайшло відображення й в сучасному японському кінематографі, наприклад, у фільмі «Феєрверк» режисера Такесі Кітано.
Менш відомий вид сіндзю — вбивство батьками (частіше одним батьком) своїх дітей з подальшим самогубством. Широку популярність здобув на Заході випадок, що стався 29 січня 1985 року в США, де 32-річна японська іммігрантка, не витримавши зради чоловіка, вирішила втопити двох своїх дітей й втопитися сама на пляжі Санта-Моніки. У представленні жінки японської культури ніхто не зможе подбати про маленьких дітей краще матері, тому, вирішивши покінчити з життям, вона забирає дітей з собою.

## Групове самогубство
Нерідко в Японії відбуваються самогубства, які залучають величезну увагу японських засобів масової інформації. Крім того, що масовість допомагає подолати страх суїциду, коріння групового самогубства також можна знайти в японській історії, з якої відомі багато прикладів масових сеппуку, а також відомий випадок з Другої світової війни, коли близько тисячі жителів острова Сайпан покінчили життя самогубством (в основному кинувшись зі скелі), щоб уникнути американської окупації.

### Самогубства за угодою
Особливістю самогубств в Японії на початку XXI століття стала поява самогубств за угодою. Так, незнайомі до цього люди, часто знайшовши один одного в мережі Інтернет, укладають угоду про спільне самогубство або одночасне самогубство в різних місцях. Велику освітленість в пресі отримав випадок 2005 року, коли одночасно в двох машинах з собою покінчили сім чоловік (задихнувшись вихлопними газами), попередньо домовившись про це через Інтернет.
Вийшовши за межі Японії, самогубства за угодою почали поширюватися по світу, змушуючи уряди різних країн вживати заходів. Зокрема, в Ізраїлі було створено спеціальний відділ поліції, в якому поліцейські психологи відстежують нові повідомлення в форумах, присвячених самогубству, й відповідають на них, по можливості надаючи психологічну допомогу і підтримку.